# دولة صغيرة

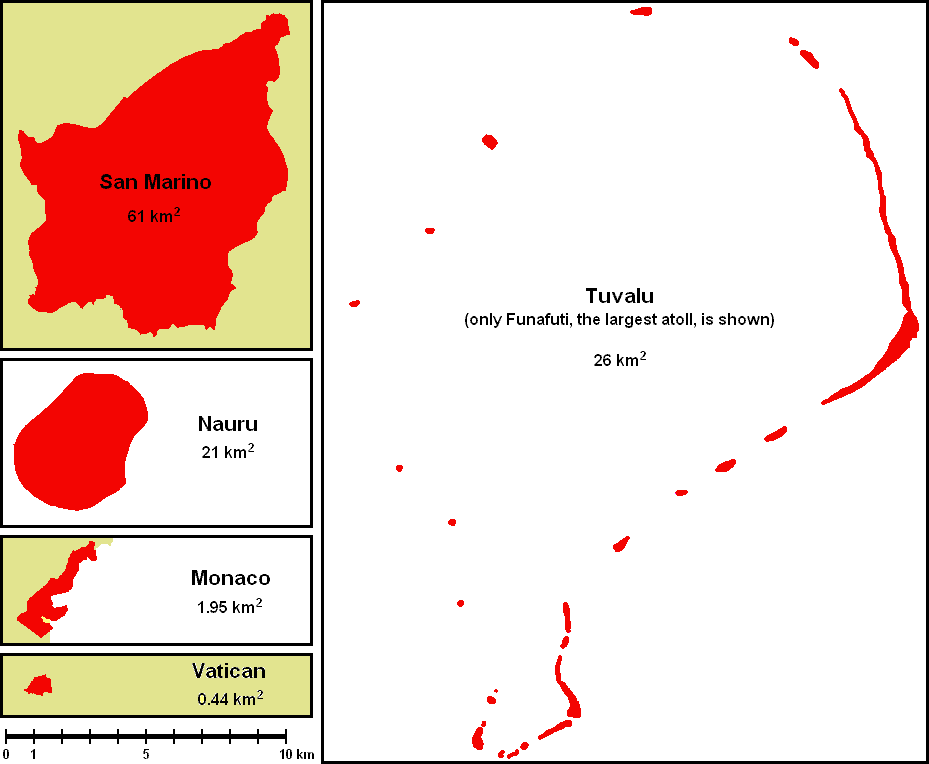

الدولة الصغيرة (بالإنجليزية: microstate أو ministate) هي دولة ذات سيادة تحتوي على عدد سكان صغير جدًا أو مساحة جغرافية صغيرة جدًا، وعادةً كلاهما. الفرق بين مصطلحي «الدولة» و«الدولة الصغيرة جدًا» ليس مُحددًا بشكل جيد في القانون الدولي. ركزت المحاولات الحديثة، منذ عام 2010، لتعريف الدولة الصغيرة على تحديد الكيانات السياسية ذات الميزات النوعية الفريدة المُرتبطة بالقيود الجغرافية أو الديموغرافية. وفقًا لتعريف نوعيّ، تُعد الدول الصغيرة «دولًا حديثة محمية، أي ذات سيادة تمكنت من توكيل سمات معينة من السيادة إلى قوى أكبر مقابل توفير الحماية الحميدة لاستمرار حكمها السياسي والاقتصادي ضد قيودها الجغرافية أو الديموغرافية». تماشيًا مع هذا التعريف ومعظم التعريفات الأخرى، تشمل أمثلة الدول الصغيرة ما يلي: «ليختنشتاين» و«موناكو» و«سان مارينو» و«أندورا» و«جزر كوك» و«نيوي» و«ولايات ميكرونيسيا الموحدة».
تُعتبر «مدينة الفاتيكان» أصغر وحدة سياسية مُعترف بها كدولة ذات سيادة، إذ تؤوي 842 مواطنًا وفق إحصاءات يوليو 2013، وتبلغ مساحتها 44 هكتارًا فقط (110 فدان). ومع ذلك، يعارض بعض الباحثين اعتبارها دولة، بحجة أنها لا تفي «بالمعايير التقليدية لقيام الدولة» وأن «الوضع الخاص بمدينة الفاتيكان يعتبر على الأرجح وسيلة لضمان ممارسة البابا حرية وظائفه الروحية، وفي هذا الصدد، تشبه إلى حد بعيد وظيفة المقر الرئيسي للمنظمات الدولية».
تختلف الدول الصغيرة أو «الدول المجهرية» عن الأمم الصغيرة، التي لا يُعترف بها كدول ذات سيادة. كما لا تُعتبر المناطق الخاصة غير المُتمتعة بالسيادة الكاملة دولًا صغيرة، مثل ملحقات التاج البريطاني، ومناطق جمهورية الصين الشعبية الإدارية الخاصة، والأقاليم الخارجية التابعة للدانمارك وفرنسا وهولندا وأستراليا والنرويج والولايات المتحدة والمملكة المتحدة.

## التعاريف الكمية للدول الصغيرة وحدودها
يحدد معظم الباحثين الدول الصغيرة باستخدام عتبة كمية وتطبيقها إما على متغير واحد (مثل مساحة أراضيها أو عدد سكانها) أو تركيبة من المتغيرات المختلفة. في حين يتفق الباحثون على أن الدول الصغيرة هي أصغر الدول الموجودة، لا يوجد إجماع على المتغير (أو المتغيرات) أو النقطة الفاصلة التي يجب استخدامها لتحديد الوحدات السياسية التي يجب أن توصف بـ«الدول الصغيرة» (على عكس الدول الصغيرة «العادية»).
قد يبدو استخدام معايير كمية بسيطة أمرًا واضحًا، ولكن يمكن اعتباره أيضًا مصدرًا مُحتملًا للمشاكل. وفقًا لبعض الباحثين، فإن النهج الكمي لتعريف الدول الصغيرة يعاني من مشكلات مثل «التناقض والتعسف والغموض وعدم القدرة على عزل الوحدات السياسية المتميزة نوعيًا بشكل مجدي».

## التعريفات النوعية
استجابةً للمشاكل المرتبطة بالتعريفات الكمية للدول الصغيرة، اقترح بعض الأكاديميين تعريف هذه الدول وفق ميزاتها الفريدة المُرتبطة بمدى صغر مساحتها أو عدد سكانها. اقترحت الأساليب الحديثة النظر في سلوك هذه الدول أو قدرتها على العمل في الساحة الدولية بهدف تحديد الدول التي تستحق صفة الدول الصغيرة. حتى الآن، جادل البعض أن مثل هذه الأساليب يمكن أن تؤدي إما إلى الخلط بين الدول الصغيرة مع الدول الضعيفة (أو «الدول الفاشلة») أو الاعتماد أكثر من اللازم على التصورات الشخصية.

## دول ذوات سيادة أضيق من 1000 كم²
الدول ذات السيادة بمساحة أقل من 1000 كم².
| الترتيب | الدولة/الكيان             | المساحة (كم²) | الموقع                                 |
| 1       | الفاتيكان                 | 0.44          | جنوب أوروبا                            |
| 2       | موناكو                    | 1.95          | جنوب أوروبا                            |
| 3       | ناورو                     | 21            | أوقيانوسيا - مايكرونيزيا               |
| 4       | توفالو                    | 26            | أوقيانوسيا - بولينيزيا                 |
| 5       | سان مارينو                | 61            | أوروبا الجنوبية                        |
| 6       | ليختنشتاين                | 164           | أوروبا الوسطى                          |
| 7       | جزر مارشال                | 181           | أوقيانوسيا - مايكرونيزيا               |
| 8       | سانت كيتس ونيفيس          | 261           | الكاريبي                               |
| 9       | المالديف                  | 298           | جنوب آسيا - المحيط الهندي              |
| 10      | مالطا                     | 316           | أوروبا الجنوبية - البحر الأبيض المتوسط |
| 11      | غرينادا                   | 344           | الكاريبي                               |
| 12      | سانت فنسينت والجرينادينز  | 388           | الكاريبي                               |
| 13      | بربادوس                   | 430           | الكاريبي                               |
| 14      | أنتيغوا وبربودا           | 442           | الكاريبي                               |
| 15      | سيشل                      | 455           | المحيط الهندي/أفريقيا                  |
| 16      | بالاو                     | 459           | أوقيانوسيا - مايكرونيزيا               |
| 17      | أندورا                    | 468           | أوروبا الجنوبية                        |
| 18      | سانت لوسيا                | 539           | الكاريبي                               |
| 19      | سنغافورة                  | 683           | جنوب شرق آسيا                          |
| 20      | البحرين                   | 694           | أسيا - الخليج العربي                   |
| 21      | ولايات ميكرونيسيا المتحدة | 702           | أوقيانوسيا - مايكرونيزيا               |
| 22      | كيريباس                   | 726           | أوقيانوسيا - مايكرونيزيا               |
| 23      | تونغا                     | 747           | أوقيانوسيا - بولينيزيا                 |
| 24      | دومينيكا                  | 751           | الكاريبي                               |
| 25      | توركمن ايلي               | 999           | الشرق الأوسط                           |

## دول ذوات سيادة يقل سكانها عن مليون نسمة
| الترتيب | الدولة/الكيان             | عدد السكان | التاريخ         | النسبة من سكان العالم | المصدر                                                                 |
| ------- | ------------------------- | ---------- | --------------- | --------------------- | ---------------------------------------------------------------------- |
| 41      | قبرص                      | 855,000    |                 | 0.013%                | تقدير الأمم المتحدة                                                    |
| 40      | قطر                       | 841,000    |                 | 0.013%                | تقدير الأمم المتحدة                                                    |
| 39      | جيبوتي                    | 833,000    |                 | 0.012%                | تقدير الأمم المتحدة                                                    |
| 38      | فيجي                      | 827,900    | 2007            | 0.013%                | Fiji Islands Bureau of Statistics                                      |
| 37      | غيانا                     | 738,000    |                 | 0.011%                | تقدير الأمم المتحدة                                                    |
| 36      | جزر القمر                 | 682,000    | يوليو 2007      | 0.01%                 | "World Gazetteer projection". مؤرشف من الأصل في 2012-12-05.            |
| 35      | الجبل الأسود              | 620,000    |                 | 0.009%                | تقدير الأمم المتحدة                                                    |
| 34      | الرأس الأخضر              | 530,000    |                 | 0.008%                | تقدير الأمم المتحدة                                                    |
| 33      | غينيا الإستوائية          | 507,000    |                 | 0.008%                | تقدير الأمم المتحدة                                                    |
| 32      | جزر سليمان                | 506,992    |                 | 0.007%                |                                                                        |
| 31      | لوكسمبورغ                 | 483,800    | 1 يناير، 2008   | 0.007%                | Le portail des statistiques du Luxenbourg                              |
| 30      | سورينام                   | 458,000    |                 | 0.007%                | تقدير الأمم المتحدة                                                    |
| 29      | مالطا                     | 407,000    |                 | 0.006%                | تقدير الأمم المتحدة                                                    |
| 28      | بروناي                    | 390,000    |                 | 0.006%                | تقدير الأمم المتحدة                                                    |
| 27      | باهاماس                   | 331,000    |                 | 0.005%                | تقدير الأمم المتحدة                                                    |
| 26      | آيسلندا                   | 316,252    | 1 أبريل، 2008   | 0.005%                | Hagstofa Íslands                                                       |
| 25      | المالديف                  | 306,000    |                 | 0.005%                | تقدير الأمم المتحدة                                                    |
| 24      | باربادوس                  | 294,000    |                 | 0.004%                | تقدير الأمم المتحدة                                                    |
| 23      | بليز                      | 288,000    |                 | 0.004%                | تقدير الأمم المتحدة                                                    |
| 22      | فانواتو                   | 226,000    |                 | 0.003%                | تقدير الأمم المتحدة                                                    |
| 21      | ساموا                     | 188,540    | 2008            | 0.003%                | Samoa Statistics Department                                            |
| 20      | سانت لوسيا                | 165,000    |                 | 0.002%                | تقدير الأمم المتحدة                                                    |
| 19      | ساو تومي وبرينسيب         | 158,000    |                 | 0.002%                | تقدير الأمم المتحدة                                                    |
| 18      | سانت فينسنت والغرينادين   | 120,000    |                 | 0.002%                | تقدير الأمم المتحدة                                                    |
| 17      | ولايات ميكرونيسيا المتحدة | 111,000    |                 | 0.002%                | تقدير الأمم المتحدة                                                    |
| 16      | غرينادا                   | 106,000    |                 | 0.002%                | تقدير الأمم المتحدة                                                    |
| 15      | تونغا                     | 100,000    |                 | 0.001%                | تقدير الأمم المتحدة                                                    |
| 14      | كيريباتي                  | 95,000     |                 | 0.001%                | تقدير الأمم المتحدة                                                    |
| 13      | سيشل                      | 87,000     |                 | 0.001%                | تقدير الأمم المتحدة                                                    |
| 12      | أنتيغوا وباربودا          | 85,000     |                 | 0.001%                | تقدير الأمم المتحدة                                                    |
| 11      | أندورا                    | 83,137     | 31 ديسمبر، 2007 | 0.001%                |                                                                        |
| 10      | دومينيكا                  | 67,000     |                 | 0.001%                | تقدير الأمم المتحدة                                                    |
| 9       | جزر مارشال                | 59,000     |                 | 0.001%                | تقدير الأمم المتحدة                                                    |
| 8       | سانت كيتس ونيفيس          | 50,000     |                 | 0.001%                | تقدير الأمم المتحدة                                                    |
| 7       | ليختنشتاين                | 35,365     | 31 ديسمبر، 2007 | 0.0005%               | Statistik Liechtenstein نسخة محفوظة 4 مايو 2008 على موقع واي باك مشين. |
| 6       | موناكو                    | 33,000     |                 | 0.0005%               | تقدير الأمم المتحدة                                                    |
| 5       | سان مارينو                | 31,000     |                 | 0.0005%               | تقدير الأمم المتحدة                                                    |
| 4       | بالاو                     | 20,000     |                 | 0.0003%               | تقدير الأمم المتحدة                                                    |
| 3       | توفالو                    | 11,000     |                 | 0.0002%               | تقدير الأمم المتحدة                                                    |
| 2       | ناورو                     | 10,000     |                 | 0.0001%               | تقدير الأمم المتحدة                                                    |
| 1       | الفاتيكان                 | 900        |                 | 0.00002%              | تقدير الأمم المتحدة                                                    |